# Adolfo Aguirre González
Adolfo Aguirre González (Montevideo, 27 de abril de 1919-Montevideo, 20 de mayo de 1999) fue un político, abogado, periodista y docente uruguayo, candidato a la Presidencia en las elecciones de 1966 por el Frente Izquierda de Liberación, y dirigente histórico del Frente Amplio desde su fundación.

## Biografía
Nació el 27 de abril de 1919 en Montevideo, en la calle Andes 1206 casi Canelones, en la habitación donde cinco años antes Enrique Job Reyes había dado muerte a su exesposa, la poetisa Delmira Agustini. Hijo de Adolfo Aguirre Borges y Estrella González Mariño. Tuvo dos hermanos mayores: Juan Manuel y Lila Socorro. 
Hasta fines de 1935 cursó sus estudios en el Seminario, centro de enseñanza de los jesuitas dirigido por la Compañía de Jesús. 
El 21 de enero de 1942 contrajo enlace con María Cristina Bayley Sequeira, con quien tendrá cinco hijos: Adolfo, Gustavo, Miguel, María Cristina y Agustín. 
Falleció el 20 de mayo de 1999.

## Ámbito académico
En 1948 se egresó de la Facultad de Derecho y Ciencias Sociales de la Universidad de la República. Ejerció su profesión de abogado alternando con el periodismo, la crítica teatral y la labor docente que lo llevó a ocupar cargos de alta jerarquía en el ámbito de la Universidad de la República. 
Su trayectoria universitaria a partir de 1949 abarcó el ejercicio de la docencia en las Facultades de Derecho y Ciencias Sociales, Arquitectura e Ingeniería y Agrimensura. Catedrático de Arquitectura Legal, desempeñó el cargo desde julio de 1956 hasta diciembre de 1973, fecha de su renuncia tiempo después del golpe de Estado. 
En 1953 una de sus tesis fue incorporada en el Tomo II de los Anales de la VII Conferencia Interamericana de Abogados. Con el retorno de la democracia en 1985 fue reintegrado a la cátedra. 
Fue profesor titular de Arquitectura Legal grado 5 y consejero por el orden docente en varias oportunidades. 
Desempeñó el cargo de Decano interino durante gran parte del bienio 1968/69 en la Facultad de Arquitectura. Siendo Decano fue detenido al amparo de las Medidas de Seguridad y confinado en el cuartel de San Ramón, desde el 27 de julio hasta el 25 de agosto de 1969. 
En agosto de 1989, el Consejo de la Facultad de Arquitectura lo designó Profesor Emérito de la Universidad de la República.

## Carrera política
Con apenas 15 años ingresó en política cuando se incorporó a la Agrupación Nacionalista Demócrata Social, fundada por el doctor Carlos Quijano en 1928.  
En 1935 se integró al movimiento revolucionario encabezado por Basilio Muñoz que enfrentó a la dictadura de Gabriel Terra, conocido como Revolución de Enero. Se dirigió al departamento de Colonia para reunirse con las tropas de Ovidio Alonso, pero la Revolución de Enero ya había sido derrotada. 
Fue activo militante en las organizaciones pro-Frente Popular surgido con posterioridad a la Revolución de Enero de 1935 y participó en los Comités de Ayuda a la República Española. 
En 1962 contribuyó a la fundación del Frente Izquierda de Liberación (FIdeL). 
En 1965 fue firme impulsor de la Mesa por la Unidad del Pueblo y en 1968 integró el Movimiento por la Defensa de las Libertades y la Soberanía, un paso trascendente en el largo trayecto que culminaría con la creación del Frente Amplio. 
Fue candidato a la Presidencia de la República por el Frente Izquierda de Liberación en las elecciones de 1966. Ese año redactó el proyecto de reforma constitucional auspiciado por el Movimiento de Trabajadores y Sectores Populares, apoyado por el Frente Izquierda. El 31 de agosto de ese año, invitado al programa «Sala de Audiencias» del periodista Mario César en Teledoce, polemizó con el senador doctor Washington Guadalupe del Partido Nacional sobre el tema «¿Quiénes están detrás de la Reforma Popular?»
Presidió el Comité Ejecutivo del Frente Izquierda de Liberación desde 1971 hasta septiembre de 1984, oportunidad en la que renunció a dicha organización. 
Detenido y preso en varias oportunidades por razones políticas, fue destituido de su cargo de abogado jefe de la sección Jurídica de la Caja Nacional de Ahorro Postal en 1968 por su adhesión a la huelga bancaria. Fue, asimismo, consejero de la Caja de Jubilaciones y Pensiones Bancarias en representación del sindicato de trabajadores. 
En los últimos meses de 1970, ante la enfermedad de su presidente de FIdeL, Luis Pedro Bonavita, en representación del Frente Izquierda de Liberación se incorporó al «Grupo de los 5», que integraban los dirigentes Zelmar Michelini, Rodney Arismendi, Francisco Rodríguez Camusso y Juan Pablo Terra, cuya acción constituye otro jalón de enorme importancia para la posterior concreción del Frente Amplio. 
El 30 de enero de 1971, junto a Luis Pedro Bonavita, informan al Comité Ejecutivo Nacional del Frente Izquierda de Liberación acerca del compromiso contraído al integrar el Frente Amplio y sobre las bases programáticas que llevarán a la reunión del 5 de febrero. Cofundador del Frente Amplio el 5 de febrero de 1971. Integra la delegación del Frente Izquierda encabezada por su presidente del partido y diputado Luis Pedro Bonavita y sus compañeros doctor Edmundo Soares Netto, edil Carlos Elichirigoity, Federico Martínez y Eduardo Platero. Es uno de los firmantes del acta de fundación. Interviene en la redacción de los documentos fundacionales del Frente Amplio (Declaración Constitutiva y Bases Programáticas) y de las Treinta Primeras Medidas de Gobierno del 25 de agosto de 1971. 
Tras el fallecimiento de Luis Pedro Bonavita el 17 de octubre de 1971, es electo por unanimidad presidente del Comité Ejecutivo del Frente Izquierda de Liberación Nacional, cargo que ejercerá hasta su renuncia en setiembre de 1984. 
En 1972, junto al doctor Oscar Bruschera ayuda en la redacción del Compromiso Político (9 de febrero) y de las Definiciones Políticas del Frente Amplio (12 de julio). Es orador en los actos realizados por el Frente Amplio en el interior de la República en el recorrido que realiza la «Caravana de la Esperanza» por varios departamentos. Integra la Mesa Ejecutiva y el Plenario del Frente Amplio. Recorre los Comités de Base de la capital e interior.  Participa como orador en uno de los 17 Cabildos de la Victoria llevados a cabo en la noche del 29 de octubre por el Frente Amplio en Montevideo. 
Durante todo el período de la dictadura, integró la Mesa Ejecutiva del Frente Amplio en la clandestinidad, presidida por el profesor doctor Juan José Crottogini. 
En ocasiones, debió refugiarse en casa de familiares y amigos. Igualmente volvió a ser detenido en plena dictadura en la madrugada del 16 de enero de 1975, en un operativo de las Fuerzas Conjuntas, junto a su esposa María Cristina Bayley en su domicilio de Juan Paullier 1114 en la zona del Parque Rodó. Durante un mes, permanecerá incomunicado y sin asistencia en el departamento de Inteligencia de la Policía, en la calle Maldonado y Paraguay. 
Una vez en libertad, volverá a ocupar su puesto en la Mesa Ejecutiva clandestina. 
Fue firme impulsor del voto por el No en el plebiscito de noviembre de 1980 convocado para considerar el proyecto oficial de reforma constitucional promovido por la dictadura. 
Participó, asimismo, en la reunión clandestina de la Mesa Ejecutiva del Frente Amplio del 9 de setiembre de 1982 presidida por el profesor Juan José Crottogini, junto a Hugo Batalla, José Pedro Cardoso, Alba Roballo, Roberto Gilardoni y Francisco Rodríguez Camusso. En dicha sesión se resolvió por unanimidad «que los partidos, movimientos y grupos que lo integran, aconsejen a sus afiliados y simpatizantes votar en blanco en las elecciones internas de los partidos autorizados». 
El 27 de noviembre de 1983 integró la primera fila del estrado en representación del Frente Izquierda en el acto del «Obelisco», oportunidad en la que el actor Alberto Candeau leyó la proclama de los Partidos Políticos del país. 
En el Plenario del Frente Amplio realizado en agosto de 1984, en representación del Frente Izquierda de Liberación junto a sus compañeros Carlos Elichirigoity y Doreen Javier Ibarra, se abstuvo de votar los acuerdos del Club Naval. En el septiembre siguiente, renunció a la presidencia del FIdeL y a su organización.

## Actividad periodística y radial
Como periodista, escribió para medios como Marcha, Época, El Popular, Brecha y La Juventud.
Comenzó esta actividad en «Acción», publicación de la Agrupación Nacionalista Demócrata Social.
En 1972 integró el Consejo de Dirección del diario vespertino Última Hora hasta su clausura. 
En 1985 integró el Consejo Editorial de Cuadernos de Marcha. 
Desde el programa «Comentarios Políticos» emitido por CX 36 Radio Centenario, junto al arquitecto Carlos Reverdito y Héctor Rodríguez, argumentaron y exhortaron a no votar el proyecto de «minirreforma» votado el 28 de agosto de 1994 como plebiscito constitucional para habilitar el voto cruzado entre lemas.
Solo publicó un libro, titulado: «La revolución de 1935, la lucha armada contra la dictadura», de Ediciones Librosur, año 1985.

## Homenajes
En 2010 la Junta Departamental de Montevideo decretó designar con su nombre a una senda en el barrio Buceo de Montevideo.
En 2021 la Intendencia de Montevideo colocó un monolito con una placa en homenaje a Adolfo Aguirre González, junto a la senda que también lleva su nombre. La placa luce el siguiente texto: 

“Siempre es preferible militar como un antiimperial y hostigador cartaginés a hacerlo como un cómodo, imperial e insolente romano; Prof. Emérito Dr. Adolfo Aguirre González; Homenaje de la Junta Departamental de Montevideo.”